# Карем Ачач
Карем Ачач (25 лютого 1991) — мексиканська синхронна плавчиня.
Учасниця Олімпійських Ігор 2016 року.
Призерка Панамериканських ігор 2015 року.